# Прокопидиева къща
Прокопидиевата или Гунаревата къща (на гръцки: Οικία Προκοπίδη, Οικία Γούναρη) е къща в град Лерин, Гърция, обявена за паметник на културата.

## Местоположение
Къщата е разположена на улица „Елевтерия“ № 5, на десния бряг на Сакулева.

## История
Къщата е построена в XX век. Обявена е за паметник на културата като „сграда със специален архитектурен, естетически и морфологичен характер“.

## Архитектура
В архитектурно отношение сградата е в стил ар деко – специфични геометрични форми, акцент върху линейни елементи, абстрактни рамки, вертикалност и прочие. Типична е тристранна организация на фасадата, линейните декорации, обработката на вратата и заграждението, правоъгълният фронтонен завършек.